# 위원중국 평정
위원중국평정(일본어: 葦原中国平定 아시하라노 나카츠쿠니 헤이테이[*])은 일본 신화에서 아마쓰카미·구니쓰카미가 위원중국을 양도받는 설화다.

## 개요

### 고사기
아마테라스 오미카미와 다카마가하라에 있던 신들은 "위원중국을 통치해야 하는 이는 아마쓰카미, 특히 아마테라스 오미카미의 후손이다."라며 몇몇 신을 이즈모에 모시고 있다.

## 같이 보기
- 아마테라스 오미카미
- 오오쿠니누시
- 이즈모 대사